# درو فيكيت
أندرو روبرت فيكيت (بالإنجليزية: Andrew Robert Fickett؛ مواليد 14 ديسمبر 1979) هو مُقاتل فنون قتالية مختلطة أمريكي.

## وصلات خارجية
- درو فيكيت على موقع يو إف سي (الإنجليزية)
- درو فيكيت على موقع شيردوغ (الإنجليزية)
- درو فيكيت على موقع IMDb (الإنجليزية)
- درو فيكيت على موقع قاعدة بيانات الفيلم (الإنجليزية)